# Tommy Tyrberg
Tommy Tyrberg (* 8. Februar 1948 in Norrköping, Östergötlands län) ist ein schwedischer Ornithologe und ehemaliger Logistikingenieur beim Flugzeug- und Rüstungskonzern Saab. Weitere Interessen gelten der Paläontologie sowie der Militärgeschichte und der Luftfahrt.

## Leben
Tyrberg ist in Norrköping geboren und aufgewachsen. Sein Interesse an der Vogelbeobachtung begann bereits als Jugendlicher. Nach dem Schulabschluss absolvierte er seinen Militärdienst beim Luftwaffengeschwader F 13 in Norrköping. Anschließend studierte er an der Universität Linköping Mathematik und Physik.
1973 begann Tyrberg als Auszubildender im Saab-Werk in Linköping, das für die Herstellung des Waffenbehälters FFV-U zuständig war. Seine erste Aufgabe war die Herstellung von Stanzunterlagen für Lochkarten für das Datensystem DIDAS. Im Sommer 2013 ging er in den Ruhestand.
Tyrberg ist ein leidenschaftlicher Vogelbeobachter, auf dessen Liste rund 4500 Taxa stehen, wobei 300 für Schweden nachgewiesen sind. Zu den seltensten Vögeln, die er beobachten konnte, gehört die Floreanaspottdrossel (Mimus trifasciatus) von den Galapagosinseln und der Schwarze Stelzenläufer (Himantopus novaezelandiae) aus Neuseeland. Insgesamt besuchte er über 90 Länder. Auch an Vogelberingungsaktionen nahm er teil. 
Zu Tyrbergs Schriften zählen Svenska fåglars namn (1996), Pleistocene Birds of the Palearctic: A Catalogue (1998) und Early History Of The Swedish Avifauna: A Review of the Subfossil Record and Early Written Sources (2004). 2009 verfasste er das Kapitel Holocene Avian Extinctions im Buch Holocene Extinctions von Samuel T. Turvey.
2008 wurde vom damaligen Namenskomitee der Sveriges Ornitologiska Förening (BirdLife Sverige), dem Tyrberg und der Ornithologe Lars Larsson angehörten, ein erster Vorschlag für schwedische Trivialnamen aller Vogelarten der Erde vorgelegt. Nachdem die Vorschlagsliste veröffentlicht worden war, gingen zahlreiche Kommentare zu den Namen ein. Der Namensausschuss wurde jedoch nach einigen Jahren aufgelöst, und später wurde die Angelegenheit an den Taxonomieausschuss verwiesen. 2013 wurde die erste Liste online veröffentlicht.
1984 verfasste Tyrberg seinen ersten Artikel in der kostenlosen Militärzeitschrift Teknisk information för försvarsmaterieltjänst (TIFF) der Schwedischen Verteidigungsmaterialverwaltung (FMV) über das DIDAS-System. Ab der Ausgabe 3/1990 war er regelmäßig als Autor für die Zeitschrift tätig. Seine Artikel sind zumeist historischer Natur und umfassen ein Themenspektrum, das von der Flugfähigkeit von Vögeln, über Feuerwaffen, selbstfahrende Artilleriegeschütze, Flugzeugträger, U-Boote, Roboter bis hin zu verschiedenen Flugzeugen reicht.